# 廖炎
廖炎（1882年—？年），字企周，四川省華陽縣人，清附生，日本大阪高等工業學校畢業，工科進士。

## 生平
留學日本，畢業於大阪高等工業學校機械科
宣統二年（1911年）九月初二日壬寅，經學部驗看考試列最優等，賞給工科進士。
宣統二年（1911年）五月十一日，廷試列一等，授翰林院檢討。
後曾任四川機器局提調。
民國元年（1912年）1月，南京臨時政府成立，命為臨時大總統府秘書處民事組秘書。3月，任北京政府實業部秘書。5月，任工商部工務司司長。
民國1年（1912年）3月14日，（任）派實業部秘書長 。
民國1年（1912年）5月24日，（任）任命工商部司長 。
民國2年（1913年）5月13日，（免）因公外出工商部工務司司長 。
民國3年（1914年）1月9日，（任）任命農商部技正 。
民國3年（1914年）1月19日，（任）派充農商部度量衡製造所所長 。
民國3年（1914年）9月18日，（免）辭差農商部權度製造所所長 。
民國4年（1915年）3月23日，（任）派農商部權度委員會專任委員 。
民國4年（1915年）7月27日，（任）授上士 。
民國5年（1916年）11月2日，（任）派充農商部工商司第五科技正 。
民國12年（1923年）2月2日，（任）派兼農商部技監廳辦事 。
民國12年（1923年）2月28日，（任）派修訂農商法規委員會委員 。
民國12年（1923年）10月3日，（任）升補農商部參事 。
民國12年（1923年）10月6日，（任）任命農商部參事 。
民國13年（1924年）2月25日，（任）兼充農商部憲政實施籌備委員會委員 。
民國16年（1927年）7月26日，（任）任命實業部參事 。
民國17年（1928年）12月17日，（任）任命國民政府鐵道部理財司科長 。
民國18年（1929年）3月26日，（免）辭職鐵道部科長 。
民國18年（1929年），國民政府鐵道部理財司第四科科長。